# Oude stadhuis (Buren)

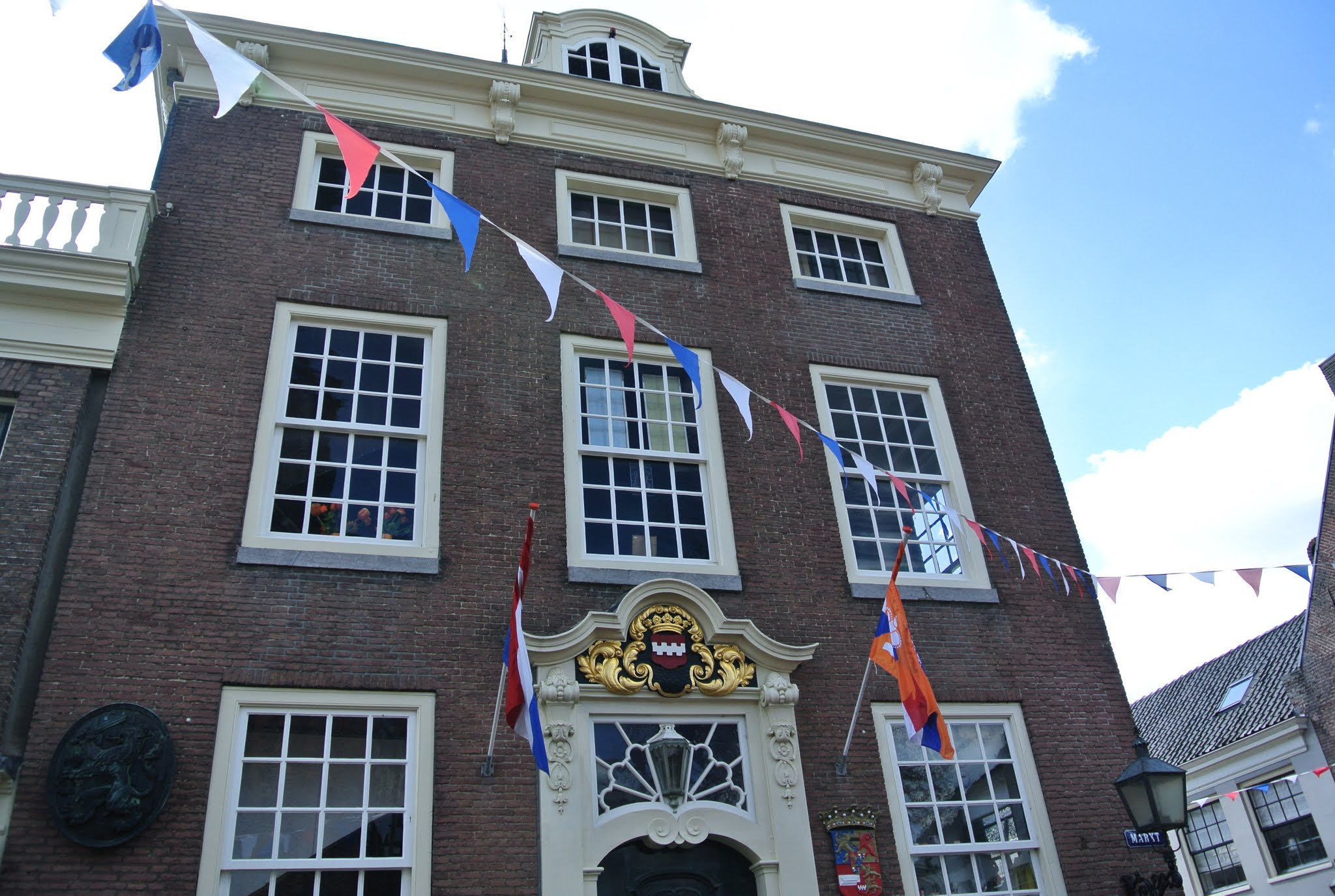
De voorgevel van het raadhuis.

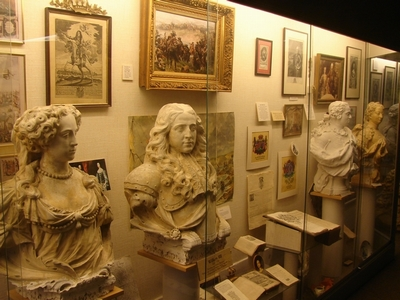
Museum Buren & Oranje

Het oude raadhuis staat aan de Markt in het Gelderse Buren en is van 1555 tot 1985 in gebruik geweest.

## Totstandkoming
Het pand werd op 22 januari 1554 gekocht door burgemeester Griet Wijnen voor 525 zilveren Keysers-guldens, voor de aankoop was het raadhuis namelijk een particulier woonhuis en tot 1608 zag het stadhuis er dan ook uit als een gewoon woonhuis maar de burgemeester en schepenen van Buren gaven Adriaen Frederikszoon de opdracht het pand te verbouwen. Het kreeg toen een trapgevel met op elke trede een stenen beeldje en een bordes van steen met beeldjes op de trapreling. De lantaarn boven op het dak is ook bij deze verbouwing geplaatst.

## Latere verbouwingen
In het midden van de 18e eeuw werden veel van de gevels van de huizen in Buren verwijderd en zo werd dus ook de gevel van het stadhuis tussen 1739-40 gemoderniseerd. In 1964 werd het districthuis links van het stadhuis bij het gemeentehuis getrokken.

## Verhuizing van het gemeentehuis
Na de gemeentelijke herindeling van '78 werd het pand aan de Markt te klein, het gemeentehuis werd toen naar de Herenstraat verhuist waar een nieuw pand werd gebouwd op de plaats van de oude lagere school en zo kwam er een einde aan 430 jaar geschiedenis. In 1999 is de gemeente weer vergroot door de samenvoeging van de gemeente Buren met de gemeenten Maurik en Lienden, het stadhuis werd toen naar Lienden verplaatst, maar tegenwoordig is het gemeentehuis gevestigd in Maurik

## Vandaag de dag
Sinds 1988 is het Museum Buren & Oranje in dit pand gevestigd.

## Trivia
- Het bordes werd vroeger gebruikt voor aankondigingen en toespraken gebruikt, onder andere Filips Willem & Maurits van Oranje hebben hier gesproken. Maar ook Koningin Beatrix heeft hier in 1991 nog gestaan.
- Sinds 1984 hangt er een carillon in de lantaarn, deze is geschonken door de lokale Nutsspaarbank bij haar 140-jarig bestaan.